# Mælkeklokke
Mælke-Klokke (Campanula lactiflora), er en art af blomstrende planter i klokke-slægten, som er hjemmehørende i Tyrkiet og Kaukasus.

## Beskrivelse
Det er en mellemstor urteagtige staude, som kan vokse til at blive op til 1.2 m høj. Dens blade er smalle, tandede og 5-12 cm lange. Plantens blomstrings-periode er fra juli til august og blomsterne er stjerneformede og sidder samlet i store klynger. Under gunstige forhold er mælke-klokker selv-sående, som dog kan forhindres ved beskæring.
Mælke-klokken fortrækker neutral til basisk jord, der er fugtig, men veldrænet, i delvis skygge eller sol. Dens latinske navn lactiflora betyder "mælkehvide blomster".
Blomsterne er normalt hvide eller bleg-blå, men flere sorter af forskellige farver er blevet fremavlet til havebrug, bland-andet den hvide kultivar 'Alba', den lyserøde/pudderrosa 'Loddon Anna' og den violetblå 'Prichard'.